# IBM PC/XT
IBM PC/XT або IBM 5160 (скорочення від eXtended Technology) — сімейство персональних комп'ютерів корпорації IBM, друге покоління IBM PC. Представлене в березні 1983 на базі шістнадцятибітного (з восьмібітною шиною даних) процесора Intel 8088. Випуск тривав до 1986 року.

## Особливості
На відміну від оригінального IBM PC включає встановлений в системний блок MFM-твердий диск з інтерфейсом ST-412, об'ємом 10 Мбайт (у більш пізніх модифікаціях — 20 Мбайт), оперативна пам'ять ємністю 128 Кбайт (базова модифікація) або 256 Кбайт з недокументованою можливістю розширення до 640 кбайт, заміною мікросхем пам'яті на материнській платі або розширення за допомогою карт пам'яті, що встановлюються в один з восьми (замість п'яти у моделі 5150) роз'ємів шини ISA. Дисководи для гнучких дисків стали двосторонніми, і їх ємність подвоїлася в порівнянні з попередньою моделлю. До IBM PC/XT можна було додати другий дисковод 5 ¼ " і твердий диск.
Базова конфігурація оснащувалася монохромним (чорно-білим) MDA або 16-кольоровим (з практичною можливістю одночасно відображати лише 4 різних кольори) CGA відеоадаптером. У більш пізніх модифікаціях використовувався вже відеоадаптер EGA. Клавіатура була така ж, як і у IBM PC (83 клавіші); на відміну від сучасної, на ній був відсутній сегмент керування курсором (ця функція була на цифровому сегменті праворуч); пізніше почали випускати універсальні клавіатури XT/AT (з відповідним перемикачем на днищі корпусу). До комп'ютера іноді йшла у комплекті касета, дискета, або картридж де розміщався IBM BASIC та як базова ОС використовувалася PC-DOS 2.0.

## Характеристики
| Процесор                  | Intel 8088             |
| ------------------------- | ---------------------- |
| Оперативна пам'ять        | 128—640 КБ             |
| Пристрій зберігання даних | 10 МБ - 20МБ           |
| ОС                        | IBM BASIC / PC-DOS 2.0 |

## IBM XT 286
У 1986 році було представлено IBM XT 286 (IBM 5162), який було оснащено:
- процессором Intel 80286 6 МГц
- 640 Кб пам'яті (128 Кб встановлено на материнській платі у вигляді DIP мікросхем і два додактових модуля по 256 Кб)
- 1.2 Мб дисководом
- 20 Мб MFM-твердим диском

## Відгуки і прийняття
PC XT був добре сприйнятий, а PC DOS 2.0 вважався кращим вдосконаленням, ніж будь-які зміни в апаратному забезпеченні, і до кінця 1983 року IBM продавала кожен пристрій, який випускала.